# 尋夢舞

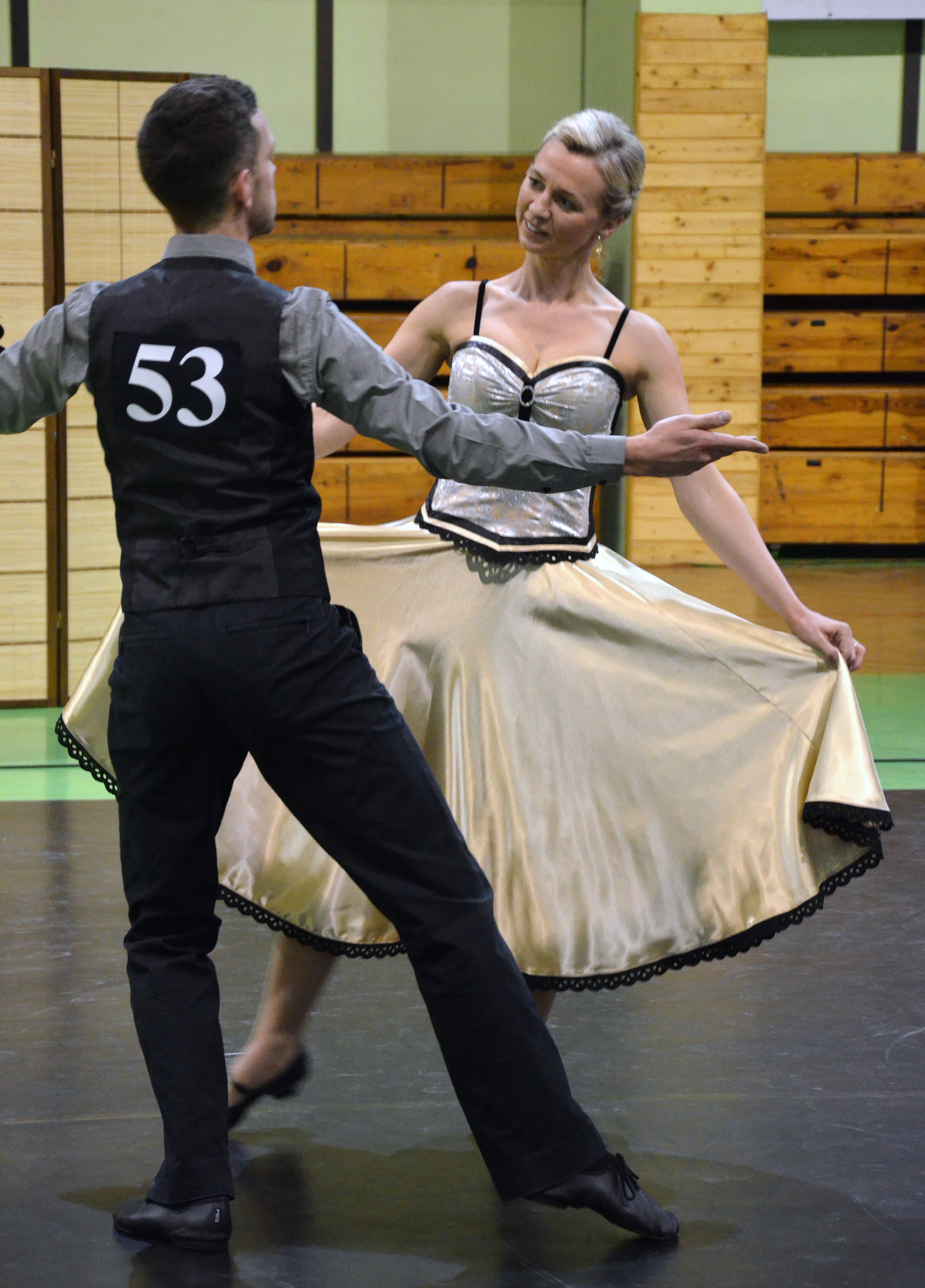
尋夢舞

尋夢舞(Kujawiak，發音類似Koo-YAH-Vee-Yahk)，起源於波蘭中部的Kujawy地區，然後流行於全國，是波蘭的五大國舞之一，其他四種類型分別是奧貝雷克、勇士舞、馬珠兒、舞會行列。尋夢舞通常是圍圓圈跳的雙人舞，但也有以女生為主的單人舞，是一種3/4拍子的舞。

## 在台灣的尋夢舞
在台灣的國際民俗舞蹈界中，常見的尋夢舞舞碼如下：
- 尋夢舞NO.1
- 手巾尋夢舞 - Kerchief Kujawiak
- 藍色尋夢舞 - KUJAWIAK NIEBIESKI、BLUE KUJAWIAK、GIRL'S KUJAWIAK